# Pierre au Renard
La sépulture mégalithique de la Pierre au Renard est une allée couverte située à Saint-Georges-sur-Erve, en France.

## Situation
L'allée couverte est située sur une hauteur du bois de Crun, à 3 km au nord-ouest du bourg de Saint-Georges-sur-Erve et à la même distance environ au sud-est de celui de Sainte-Gemmes-le-Robert, dans le département français de la Mayenne.

## Historique
Le mégalithe fait l’objet d’un classement au titre des monuments historiques depuis le 31 mai 1976.